# John Winthrop

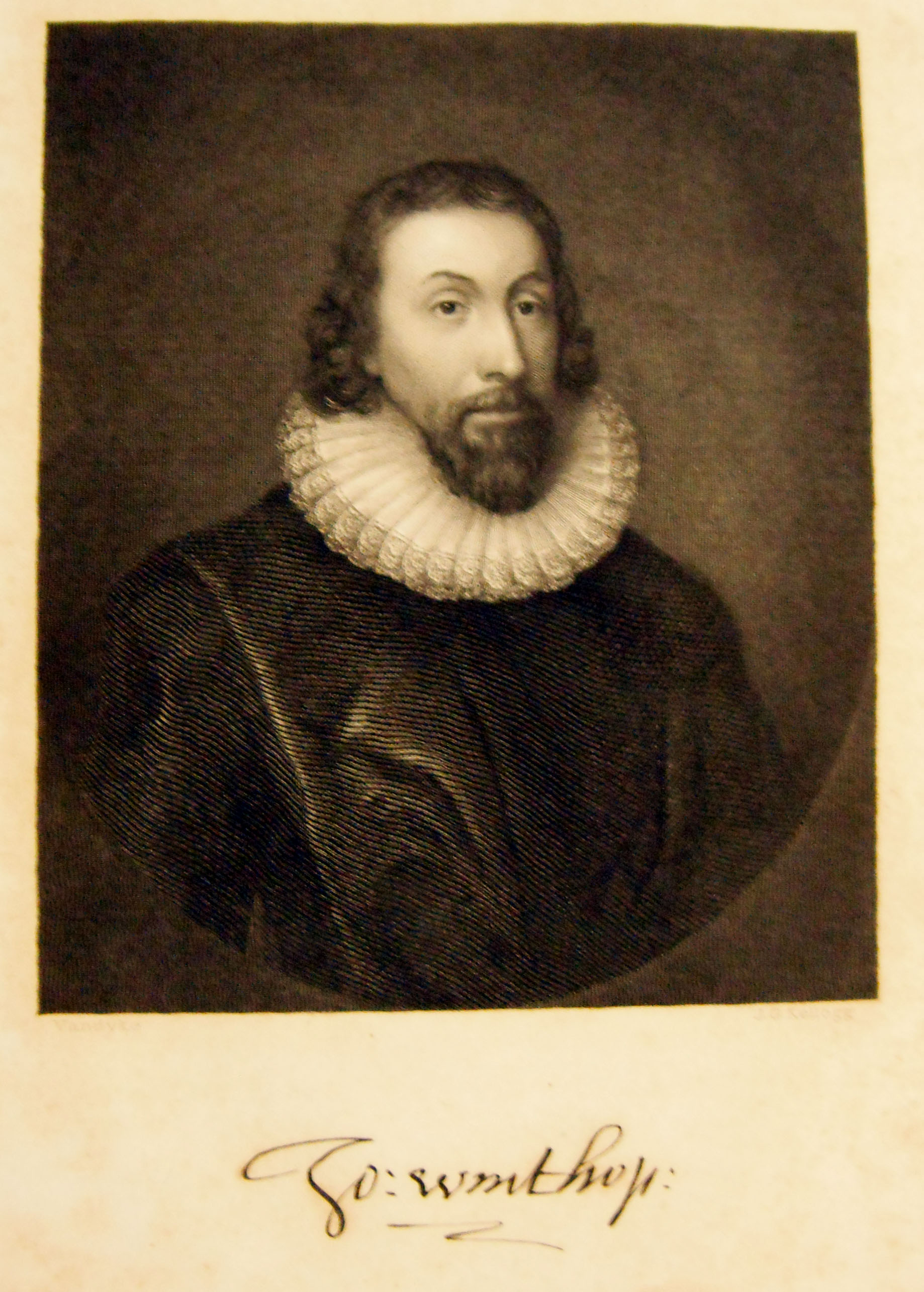
John Winthrop

John Winthrop (12 januari 1588 - 26 maart 1649) was een welgestelde Engelse puriteinse advocaat en een van de leidende figuren bij de oprichting van de Massachusetts Bay Colony, de eerste grote nederzetting in New England na Plymouth Colony. 
Winthrop leidde in 1630 de eerste grote golf van migranten uit Engeland, en diende als gouverneur gedurende de eerste 12 jaren van het bestaan van de kolonie. Zijn geschriften en visie over de kolonie als een puriteinse 'city upon a hill  "(stad op een heuvel)" had veel invloed op de  koloniale ontwikkeling van New England, en op de overheid en de religie van de naburige kolonies.
Hij was de grootvader van George Downing, gezant in de Republiek van 1659 tot 1672 en naamgever van Downing Street.
- Bibliothèque nationale de France: cb12186779x (data)
- Gemeinsame Normdatei: 118807609
- International Standard Name Identifier: 0000 0000 8092 8204
- Library of Congress Control Number: n50013780
- National Archives and Records Administration: 10581087
- Nationale Bibliotheek van Tsjechië: jx20051018024
- Nationale Bibliotheek van Israël: 987007270021305171
- Nederlandse Thesaurus van Auteursnamen: 069721211
- Istituto Centrale per il Catalogo Unico: USMV984673
- SNAC: w6cn721q
- Système universitaire de documentation: 030457335
- Virtual International Authority File: 13103985
- WorldCat: E39PBJmdvdYKjmVXJ8hrPDY773